# Lewisburg (Oregon)
Lewisburg az Amerikai Egyesült Államok északnyugati részén, Oregon állam Benton megyéjében elhelyezkedő önkormányzat nélküli település.
Az 1911-ben épült Lewisburg Hall and Warehouse Company Building szerepel a történelmi helyek jegyzékében; jelenleg keleti ortodox templomként és rendezvényházként szolgál.

## Fordítás
- Ez a szócikk részben vagy egészben  a   Lewisburg, Oregon című angol Wikipédia-szócikk ezen változatának fordításán alapul.  Az eredeti cikk szerkesztőit annak laptörténete sorolja fel. Ez a jelzés csupán a megfogalmazás eredetét és a szerzői jogokat jelzi, nem szolgál a cikkben szereplő információk forrásmegjelöléseként.